# Обернення теми
Обе́рнення те́ми, також інве́рсія (від лат. inversio) — проведення теми або мотиву із заміною кожного висхідного інтервалу теми відповідним низхідним та навпаки. Незмінний звук, спільний для теми в основному і оберненому варіантах називається віссю обернення, якою в мажоро-мінорній системі найчастіше слугує III ступінь.
Технічна простота та художня ефективність цього прийому визначила часте його застосування, особливо у поліфонічних творах, наприклад у фугах Йоганна Себастьяна Баха з ДТК та «Мистецтва фуги», у фугах з циклу «Ludus Tonalis» Пауля Гіндеміта та багатьох інших. Використовується, однак, як засіб варіювання теми в неполіфонічних творах, наприклад у номері «Джульєта-дівчинка» з балету «Ромео і Джульєтта» Сергія Прокоф'єва, або одночасне проведення теми у прямому та оберненому русі, (див. наприклад 6-у симфонію Петра Чайковського, 2-гу частину, т. 17-24)